# Карлос Алкарас
Карлос Алкарас Гарфия (на испански: Carlos Alcaraz Garfia) е испански професионален тенисист.

## Биография
Карлос Алкараз Гарфия е роден на 5 май 2003 г. в Ел Палмар, Мурсия, Испания, в семейството на Карлос Алкараз Гонсалес и Вирджиния Гарфия Ескандон. Има трима братя и сестри.
Алкараз започва да играе тенис на четиригодишна възраст в Real Sociedad Club de Campo de Murcia, където баща му е директор на тенис академията. Баща му е бивш професионален тенисист. През 2018 г. Карлос Алкарас се премества във Вилена, за да започне обучение в Equelite JC Ferrero Sport Academy на Хуан Карлос Фереро.

## Кариера
Карлос Алкарас е носител на две титли от Големия шлем. На 17-годишна възраст влиза в основната схема на Откритото първенство по тенис на Австралия като най-младият участник в историята на турнира, на 18-годишна възраст подобрява рекорда на Рафаел Надал, печелейки мач от Мадрид Оупън, а на 12 септември 2022 година става най-младият номер едно в света от началото на ранглистата на Aсоциация на професионалните тенисисти (ATP) през 1973 година.
В началото на 2022 г., Алкарас печели първите си титли от ATP 500 и Masters 1000 съответно на Rio Open и Miami Open и влиза в топ 10 в световната ранглиста. Спечелвайки Откритото първенство по тенис на САЩ през септември 2022 г., той измества от върха Даниил Медведев и надминава рекорда на Лейтън Хюит, който е на 20, когато оглавява подреждането при мъжете през 2001 година.

## Кариерна статистика

### Представяне в турнири на сингъл
(до Откритото първенство на САЩ през 2022 година, включително)
| Турнир                          | 2020  | 2021  | 2022   | Т / У  | П – З  | Победи % |
| ------------------------------- | ----- | ----- | ------ | ------ | ------ | -------- |
| Турнири от Големия шлем         |       |       |        |        |        |          |
| Открито първенство на Австралия | Н     | 2 К   | 3 К    | 0 / 2  | 3 – 2  | 60%      |
| Открито първенство на Франция   | 1 К   | 3 К   | ЧФ     | 0 / 2  | 6 – 2  | 75%      |
| Уимбълдън                       | НП    | 2 К   | 4 К    | 0 / 2  | 4 – 2  | 67%      |
| Открито първенство на САЩ       | Н     | ЧФ    | П      | 1 / 2  | 11 – 1 | 92%      |
| Победи–загуби                   | 0 – 0 | 8 – 4 | 16 – 3 | 1 / 8  | 24 – 7 | 77%      |
| ATP Masters 1000                |       |       |        |        |        |          |
| Индиън Уелс Оупън               | НП    | 2 К   | ПФ     | 0 / 2  | 4 – 2  | 67%      |
| Маями Оупън                     | НП    | 1 К   | П      | 1 / 2  | 6 – 1  | 86%      |
| Монте Карло Мастърс             | НП    | Н     | 2R     | 0 / 1  | 0 – 1  | 0%       |
| Мадрид Оупън                    | НП    | 2 К   | П      | 1 / 2  | 6 – 1  | 86%      |
| Италия Оупън                    | Н     | Н     | Н      | 0 / 0  | 0 – 0  | –        |
| Канада Оупън                    | НП    | Н     | 2 К    | 0 / 1  | 0 – 1  | 0%       |
| Синсинати Оупън                 | Н     | 1 К   | ЧФ     | 0 / 2  | 2 – 2  | 50%      |
| Шанхай Мастърс                  | НП    | НП    | НП     | 0 / 0  | 0 – 0  | –        |
| Париж Мастърс                   | Н     | 3 К   |        | 0 / 1  | 2 – 1  | 67%      |
| Победи–загуби                   | 0 – 0 | 3 – 5 | 17 – 4 | 2 / 11 | 20 – 9 | 69%      |

В статистиката за победи и загуби се включват само резултатите от турнири от основната схема в ATP Тур, турнири от Големия шлем, Купа Дейвис/ATP Cup/Laver Cup и Олимпийски игри
| Легенда                                |
| -------------------------------------- |
| П (победител)                          |
| Ф (финалист)                           |
| ПФ (полуфинал)                         |
| ЧФ (четвъртфинал)                      |
| K (кръг в основната схема)             |
| НП (не се провежда)                    |
| Н (не участва в турнира)               |
| Т / У (Титли / Участия) (включително): |
| П – З (Победи – Загуби)                |

#### Титли отГолям шлем(5)
| година | турнир      | съперник          | резултат                                |
| ------ | ----------- | ----------------- | --------------------------------------- |
| 2022   | ОП САЩ      | Каспер Рууд       | 6–4, 2–6, 7–6(7–1), 6–3                 |
| 2023   | Уимбълдън   | Новак Джокович    | 1–6, 7–6(8–6), 6–1, 3–6, 6–4            |
| 2024   | Ролан Гарос | Александър Зверев | 6–3, 2–6, 5–7, 6–1, 6–2                 |
| 2024   | Уимбълдън   | Новак Джокович    | 6–2, 6–2, 7–6(7–4)                      |
| 2025   | Ролан Гарос | Яник Синер        | 4–6, 6–7(4–7), 6–4, 7–6(7–3), 7–6(10–2) |